# Benoît Magimel
Benoît Magimel (* 11. května 1974 Paříž) je francouzský filmový herec, známý mimo jiné rolí Ludvíka XIV. ve filmu Král tančí.

## Soukromý život
V letech 1998–2003 byl ženatý s herečkou Juliette Binocheovou, s níž si v roce 1999 zahrál ve filmu Děti století. Do manželství se narodila dcera Hana (nar. 1999).

## Vybraná filmografie
| Rok  | Název                                               | Role                             | Režisér             |
| ---- | --------------------------------------------------- | -------------------------------- | ------------------- |
| 1988 | La vie est un long fleuve tranquille                | Momo Groseille                   | Étienne Chatiliez   |
| 1995 | La Fille seule                                      | Rémi                             | Benoît Jacquot      |
| 1995 | Nenávist                                            | Benoît                           | Mathieu Kassovitz   |
| 1996 | Děti noci                                           | Jimmy Fontana                    | André Téchiné       |
| 1998 | Déjà mort                                           | David                            | Olivier Dahan       |
| 1999 | Děti století                                        | Alfred de Musset                 | Diane Kurys         |
| 2000 | Pianistka                                           | Walter Klemmer                   | Michael Haneke      |
| 2000 | Král tančí                                          | Ludvík XIV.                      | Gérard Corbiau      |
| 2002 | Vosí hnízdo                                         | Santino                          | Florent-Emilio Siri |
| 2003 | Květ zla                                            | François Vasseur                 | Claude Chabrol      |
| 2004 | Les Rivières pourpres 2 : Les Anges de l'apocalypse | kapitán Reda                     | Olivier Dahan       |
| 2004 | Družička                                            | Philippe Tardieu                 | Claude Chabrol      |
| 2005 | Sky Fighters: Akce v oblacích                       | kapitán Antoine "Walk" Marchelli | Gérard Pirès        |
| 2006 | Selon Charlie                                       | Pierre                           | Nicole Garcia       |
| 2007 | Rozpolcená dívka                                    | Paul André Claude Gaudens        | Claude Chabrol      |
| 2007 | Mezi nepřáteli                                      | poručík Terrien                  | Florent Emilio Siri |
| 2008 | La Possibilité d'une île                            | Daniel                           | Michel Houellebecq  |
| 2008 | Inju, bestie ve stínu                               | Alex Fayard                      | Barbet Schroeder    |
| 2010 | Vražedný podvod                                     | Étienne Meunier                  | Grégoire Vigneron   |
| 2010 | Milosrdné lži                                       | Vincent Ribaud                   | Guillaume Canet     |
| 2011 | Speciální jednotka                                  | Tic-Tac                          | Stéphane Rybojad    |
| 2012 | Cloclo                                              | Paul Lederman                    | Florent Emilio Siri |
| 2013 | Pour une femme                                      | Michel                           | Diane Kurys         |
| 2014 | La French – Francouzská spojka                      | Jacky Imbert                     | Cédric Jimenez      |